# Aïn Issa
Aïn Issa (en arabe : ناحية عين عيسى, en kurde : Bozanê) est une ville du gouvernorat de Racca en Syrie. Sa population en 2004 était de 6 730 personnes. C'est le chef-lieu du sous-district éponyme. 